# Ben je daar vannacht
Ben je daar vannacht is een nummer van de Belgische band Clouseau uit 1992. Het is de derde single van hun vierde studioalbum Doorgaan.
Het nummer werd een bescheiden hit in Vlaanderen, waar het de 16e positie behaalde in de Radio 2 Top 30. In Nederland was het nummer met een 8e positie in de Tipparade iets minder succesvol.